# Батрахоспермум
Батрахоспермум (Batrachospermum) — рід червоних водоростей порядку батрахоспермальні (Batrachospermales).

## Поширення
Рід космополітичний, і його представники зустрічаються в прісних водах, переважно річках, рідко в стоячих водах. Деякі види, такі як B. gelatinosum, зустрічаються на всіх континентах (крім Антарктиди), тоді як інші є ендемічними (наприклад, Batrachospermum spermatiophorum, відомий лише з одного потоку на острові Мауї). Два види — батрахоспермум драглистий (Batrachospermum gelatinosum) і батрахоспермум зовнішньоплідний (Batrachospermum ectocarpum) занесені до Червоної книги України.

## Опис
Клітини основної нитки у формі витягнутого (150—200 мкм) циліндра. Клітини мутовки сочевицеподібні, еліпсоїдні, завдовжки до 30 мкм. У клітинах без піреноїдів є кілька стрічкоподібних хлоропластів. Хлоропласти містять один фрагментований тилакоїд. Серед метаболітів, крім речовин, типових для всіх червоних водоростей (наприклад, крохмаль), також присутня трегалоза [11] . Кількість хромосом (n) коливається залежно від виду — від 2 до 22 [1] .

## Життєвий цикл
Статеві органи (карпогон і сперматангій) формуються на бічних гілках. Карпогон з трихогіною; після запліднення з черевця карпогону виростають розгалужені нитки — гонімобласти, в клітинах яких утворюються карпоспори. Сукупність карпоспорангіїв нагадують за формою плоди малини і часто невірно трактуються як цистокарпії, проте на відміну від справжнього цістокарпія позбавлені оболонки. З карпоспори розвивається диплоїдна мікроскопічна стадія, на якій зазвичай формуються моноспорангії. За допомогою моноспори вона може сама себе відтворювати. Для ряду представників показано, що мейоз відбувається в апікальній клітині або тій структурі, що морфологічно вже є гаметофітною стадією. У цих випадках говорять про соматичний мейоз, не пов'язаний з утворенням спор або гамет.

## Значення
Талом батрахоспермума — їжа для багатьох водних безхребетних (рачків, равликів та личинок комах). У деяких дослідженнях водорость була виявлена в раціоні майже половини досліджуваних тварин. Клейка нитка Batrachospermum використовується для будівництва будинків деякими личинками хірономід. Будиночки, виготовлені з різних видів батрахоспермума, мають різну будову і використовуються різними видами комах. Желатинова оболонка є середовищем існування перифітонних водоростей, таких як Chrysodesmis gloeophila.

## Види
- Batrachospermum aestivale Bory
- Batrachospermum africanum Rabenhorst
- Batrachospermum alcyonideum Bory
- Batrachospermum alpinum Nägeli
- Batrachospermum americanum L.D.von Schweinitz ex C.Agardh
- Batrachospermum androgyne L.H.Flint ex T.J.Entwisle
- Batrachospermum androinvolucrum Sheath, Vis & K.M.Cole
- Batrachospermum annulatum Skuja
- Batrachospermum araiasakame Skuja
- Batrachospermum aristatum Skuja
- Batrachospermum ariston Skuja
- Batrachospermum ateleium (Skuja) Necchi
- Batrachospermum atrichum Skuja
- Batrachospermum azeredoi Reis
- Batrachospermum bakarense Kumano & Ratnasabapathy
- Batrachospermum bangladeshianum Islam & P.Reis
- Batrachospermum beraense Kumano
- Batrachospermum bharadwajii J.N.Misra & A.K.Dey
- Batrachospermum brasiliense Necchi
- Batrachospermum breutelii Rabenhorst
- Batrachospermum capillaceum Skuja
- Batrachospermum carpocontortum Sheath, Morison, K.M.Cole & Vanalstyne
- Batrachospermum cayennense Montagne ex Kützing
- Batrachospermum claviceps Kützing
- Batrachospermum crassiusculum Bory
- Batrachospermum crispatum Kumano & Ratnasabapathy
- Batrachospermum cylindrocellulare Kumano
- Batrachospermum dapsile I.S.Chapuis & M.L.Vis
- Batrachospermum deminutum Entwisle & Foard
- Batrachospermum desikacharyi Sankaran
- Batrachospermum diaphanum Skuja ex O.Necchi
- Batrachospermum elegans Sirodot
- Batrachospermum equisetifolium Montagne
- Batrachospermum faciferum Skuja ex T.J.Entwisle
- Batrachospermum ferreri Reis
- Batrachospermum gibbosum M.P.Reis
- Batrachospermum gombakense Kumano & Ratnasabapathy
- Batrachospermum graibussoniense Sirodot
- Batrachospermum guianense (Montagne) Kützing
- Batrachospermum helminthosum Bory
- Batrachospermum heteromorphum Shi, Hu & Kumano
- Batrachospermum hondongense S.L.Xie & J.Feng
- Batrachospermum hypogynum Kumano & Ratnasabapathy
- Batrachospermum islandrinum L.H.Flint ex T.J.Entwisle
- Batrachospermum julianum G.Arcangeli
- Batrachospermum keratophytum Bory
- Batrachospermum khaoluangensis W.Chankaew, Y.Peerapornpisal & S.Kumano
- Batrachospermum kushiroense S.Kumano & Ohsaki
- Batrachospermum lamprogyne Skuja ex T.J.Entwisle
- Batrachospermum lochmodes Skuja
- Batrachospermum loefgrenii Skuja
- Batrachospermum longiarticulatum Necchi
- Batrachospermum longipedicellatum Hua & Shi
- Batrachospermum macrosporum Montagne
- Batrachospermum mascomi L.H.Flint
- Batrachospermum medium Starmach
- Batrachospermum microspermum Skuja ex T.J.Entwisle
- Batrachospermum miniatum Bory
- Batrachospermum naiadis I.S.Chapuis & M.L.Vis
- Batrachospermum nodosum J.N.Misra & A.K.Dey
- Batrachospermum nothocladoideum S.Xie & Z.Shi
- Batrachospermum nova-guineense Kumano & Johnstone
- Batrachospermum periplocum (Skuja) Necci
- Batrachospermum phangii E.T.Johnston, P.-E.Lim & M.L.Vis
- Batrachospermum pozoazulense Chapuis & Vis
- Batrachospermum prominens Entwisle & Foard
- Batrachospermum protimum Skuja
- Batrachospermum pulchrum Sirodot
- Batrachospermum pullum Skuja ex T.J.Entwisle
- Batrachospermum rivularioides Bory
- Batrachospermum serendipidum Entwisle & M.L.Vis
- Batrachospermum shanxiense S.L.Xie, I.S.Chapuis & M.L.Vis
- Batrachospermum sinense C.C.Jao
- Batrachospermum skujae Geitler
- Batrachospermum stephensii Skuja ex T.J.Entwisle & H.J.Foard
- Batrachospermum szechwanense C.-C.Jao
- Batrachospermum tapirense Kumano & Phang
- Batrachospermum thwaitesii Dickie
- Batrachospermum torridum Montagne
- Batrachospermum torsivum Z.-X.Shi
- Batrachospermum tortuosum Kumano
- Batrachospermum transitorium S.Xie & Z.Shi
- Batrachospermum transtaganum Reis
- Batrachospermum trichocontortum Sheath & Vis
- Batrachospermum trichofurcatum Sheath & Vis
- Batrachospermum triste Bory
- Batrachospermum turfosum Bory
- Batrachospermum turgidum Kumano
- Batrachospermum ulandrium Skuja
- Batrachospermum viride-brasiliense O.Necchi & D.Agostinho
- Batrachospermum vogesiacum Schultz ex Skuja
- Batrachospermum yunnanense S.Xie & Z.Shi
- Batrachospermum zostericola Bory